# كلو فرازير
كلو فرازير (بالإنجليزية: Chloe Fraser)‏ هي دراجة بريطانية، ولدت في 20 سبتمبر 1993.

## وصلات خارجية
- كلو فرازير على موقع الاتحاد الدولي للدراجات (الإنجليزية)
- كلو فرازير على موقع أرشيف الدراجات (الإنجليزية)
- كلو فرازير على موقع إحصائيات الدراجات الإحترافية (الإنجليزية)
- كلو فرازير على موقع نسبة الدراجات (الإنجليزية)